# Wartenberg (Schwäbische Alb)
Der Wartenberg (844,8 m ü. NHN) befindet sich auf der Gemarkung der Stadt Geisingen im Landkreis Tuttlingen in Baden-Württemberg, Deutschland. Er gehört seit 1994 zum Landschaftsschutzgebiet Wartenberg.

## Lage und Umgebung
Der Wartenberg liegt unmittelbar nördlich der Donau, zwei Kilometer westlich der Stadt Geisingen im zur Schwäbischen Alb gehörenden Naturraum Baaralb, westlich schließt sich unmittelbar die Baar an.

## Geologie
Der Wartenberg ist vulkanischen Ursprungs und gilt als nördlichster Basaltkegel des Hegauvulkanismus, dessen wissenschaftliche Erforschung bis ins späte 18. Jahrhundert zurückreicht.
In seinem Gipfelbereich stehen Basalt und Basalttuff an.

## Bauwerke
- Ruine Burg Wartenberg (Geisingen)
- Obere Burg Wartenberg (Alt-Wartenberg, keine Überreste)
- Schloss Geisingen (an der Stelle der oberen Burg)